# Kotlas
Kotlas (rusky Котлас) je město, které se nachází na severu evropské části Ruska v jižní části Archangelské oblasti při soutoku řek Severní Dvina a Vyčegda. V roce 2018 zde žilo 61 805 obyvatel.

## Partnerská města
- Bachčisaraj, Ukrajina
- Lobňa, Rusko
- Mikuň, Rusko
- Severodvinsk, Rusko (2001)
- Tarnów, Polsko

## Slavní rodáci
- Věra Alentova (* 1942), divadelní a filmová herečka
- Xenija Zadorinová (* 1942), atletka a sprinterka